# Камнев, Георгий Захарович
Георгий Захарович Камнев (5 мая 1925 года, село Тамбовка — 15 октября 1988 года) — председатель колхоза «Красный партизан» Харабалинского района, Астраханская область. Герой Социалистического Труда (1976).

## Биография
Родился в 1925 году в крестьянской семье в селе Тамбовка. С 1941 года трудился мотористом в колхозе имени Карла Маркса Харабалинского района в селе Заволожье. В 1942 году призван на фронт. Воевал в составе 4-го Украинского фронта. Получил тяжёлое ранение и после излечения в госпитале комиссован. Возвратившись в родное село, трудился мотористом в колхозе имени Карла Маркса Харабалинского района.
С 1950—1954 года — заведующий молочной фермой колхоза «Красный партизан» Харабалинского района в селе Вольное, с 1954—1959 год — заместитель председателя колхоза «Красный партизан». С 1959—1962 года обучался в партийной школе в Астрахани, по окончании которой избран председателем колхоза «Красный партизан» Харабалинского района. Вывел колхоз в число передовых сельскохозяйственных предприятий Астраханской области. Участвовал в строительстве различных социальных и культурных объектах в селе Вольное.
Указом Президиума Верховного Совета СССР от 10 марта 1976 года за выдающиеся успехи, достигнутые во Всесоюзном социалистическом соревновании, и проявленную трудовую доблесть в выполнении заданий девятой пятилетки и принятых обязательств по увеличению производства и продажи государству продуктов земледелия и животноводства удостоен звания Героя Социалистического Труда с вручением ордена Ленина и золотой медали «Серп и Молот».
Руководил колхозом до выхода на пенсию в 1986 году. Умер 15 октября 1988 года.

## Награды
- Герой Социалистического Труда (1976)
- Орден Ленина
- Орден Трудового Красного Знамени
- Орден Октябрьской Революции[2]